# Rogaszyn (powiat radomszczański)
Rogaszyn – osada w Polsce położona w województwie łódzkim, w powiecie radomszczańskim, w gminie Kodrąb.
W latach 1975–1998 miejscowość administracyjnie należała do województwa piotrkowskiego.